# Vuelo 3597 de Crossair
El Vuelo 3597 de Crossair fue un vuelo que el 24 de noviembre del 2001 se estrelló a 5 kilómetros del Aeropuerto Internacional de Zúrich (Suiza).

## El accidente
El vuelo 3597 de Crossair, realizado en un Avro RJ, salió del Aeropuerto Tegel de Berlín (Alemania) con una duración prevista de alrededor de una hora y media hacia el Aeropuerto Internacional de Zúrich (Suiza). Tan solo diez minutos antes del aterrizaje los pilotos escuchan la conversación de otro avión con la torre diciendo que divisaron la pista a tan solo 2 km de distancia. Cuando los pilotos supusieron que estaban a 2 km de la pista, al no verla, aceleraron para realizar una aproximación frustrada, pero en ese momento iban demasiado bajo como para volver a subir. El avión comenzó a impactar contra los árboles hasta el momento en que estalló contra el suelo. 
24 de las 33 personas a bordo murieron en el accidente, incluyendo a dos de las tres chicas de la banda alemana femenina de música Passion Fruit y Melanie Thornton, integrante del grupo La Bouche.

## Comunicaciones
Estas fueron las comunicaciones desde el inicio de la aproximación.
- Piloto: Infórmame de la pista y de las condiciones.
- Copiloto: Cielo nublado con nevada ligera
- Torre de Zúrich: Crossair 3597, nivel de vuelo 160.
- Copiloto: Según el informe usaremos la pista 14
- Piloto: ¿Qué aproximación?
- Copiloto: ILS
- Piloto: Bien
  - (Hacen lista de verificación)
- Piloto: Avísame cuando estemos en 30 sobre mínimos.
- Copiloto: Sí, entendido, lo haré.
- Torre: A todas las aeronaves en aproximación, la pista 14 está cerrada, repito, está cerrada.
  - (Al vuelo 3597 nunca le llegó la información, pero el copiloto conoce esa regla.)
- Copiloto: Pregunto si todavía es la pista 14... ya casi son las 10:00PM
- Piloto: Sí, creo que es la 14
  - (El copiloto pregunta voluntariamente)
- Copiloto: Crossair 3597, por favor confirme que la aproximación en uso es ILS 14.
- Torre: Crossair 3597 está identificado, su aproximación será VOR DME pista 28 para ustedes
- Piloto: Por dios qué más pasará.
  - (luego de un par de minutos en silencio)
- Piloto: Nos preparamos para la pista 28, será la carta de navegación 13-2.
- Piloto: ¿Conoces la aproximación a la pista 28?
- Copiloto: Sí, la he realizado varias veces.
- Torre: Crossair 3597, reduzca velocidad a 180 nudos o menos
- Copiloto: Entendido, 180 o menos.
  - (30 segundo después)
- Piloto: 160 nudos
- Torre: Crossair 3597, continúe con reducción de velocidad
- Copiloto: Entendido, seguimos reduciendo
- Crossair 3891: Aquí Crossair 3891, la aproximación a la pista 28 está en el límite, solo la vimos a 2 km.
  - (Sin prestarle atención a esta conversación el piloto continúa con la aproximación)
- Piloto: Tren de aterrizaje abajo.
- Copiloto a los pasajeros: Prepárense para aterrizar.
  - (2 minutos después)
- Piloto: Revisado, 9 KM.
- Copiloto: Sí.
- Piloto: Alerones 33
- Copiloto: Alerones listos.
- Piloto: Chequeo final.
- Copiloto: 3 verdes... confirmados
- Piloto: Chequeados... 116 nudos
- Copiloto: Alerones extendidos
- Piloto: Chequeados
  - (3 minutos después)
- Copiloto: 30 metros por encima
- Piloto: ¿Hay contacto con la torre?
- Copiloto: Sí.
- Torre: Autorizado para aterrizar pista 28
- Copiloto: Autorizado para aterrizar pista 28, Crossair 3597.
- Piloto: 24 mínimo
- Copiloto: 24, entendido
  - (1 minuto y medio después)
- Piloto: Contacto con la torre adelante
- Alarmas de a bordo: 500, 500, 550, 400...
- Piloto: El otro vuelo dijo que vio la pista a 2 km.
- Piloto: ¿Viramos?
- Copiloto: Sí
- Piloto: ¡Virar!
- Copiloto: ¡Virar!
- Piloto: ¡Sube, sube, sube!
- Copiloto: ¡Chocamos contra los árboles!
- Piloto: (grito)
  - (Impacto)
- La controladora pierde la comunicación
- Torre: Crossair 3597, ¿me copian?. Crossair 3597
  - (El avión nunca respondió.)

## Filmografía
Este accidente fue presentado en el documental canadiense Mayday: Catástrofes Aéreas, titulado en Latinoamérica como "La pista invisible". También se presentó en Mayday: Informe Especial, titulado "Aterrizajes Improvisados", transmitidos en National Geographic.